# Hästängen och Mora
Hästängen och Mora – miejscowość (tätort) w Szwecji, w regionie administracyjnym (län) Sztokholm, w gminie Norrtälje.
Według danych Szwedzkiego Urzędu Statystycznego liczba ludności wyniosła: 690 (31 grudnia 2015), 726 (31 grudnia 2018) i 729 (31 grudnia 2019).